# Tori-Gare
Tori-Gare est un arrondissement et une localité situés dans le Sud du Bénin, dans la commune de Tori-Bossito et le département de l'Atlantique.

## Population
Lors du recensement de 2013 (RGPH-4), l'arrondissement de Tori-Gare comptait 9 250 habitants et la localité du même nom 3 765.

## Économie
Le marché de Tori-Gare, comme ceux de Pahou, Tori-Cada, Allada et surtout Ouagbo-Gare, se sont développés grâce au chemin de fer. Plusieurs portent le nom du village auquel on a ajouté le mot gare. C'est aussi le cas d'Attogon-Gare, Toricada-Gare ou Ouagbo-Gare. L'ensemble des marchés de ce réseau est fondé principalement sur la production de cultures vivrières, en particulier du maïs.

## Infrastructures
En 2006, Tori-Gare dispose de deux centres de santé d'arrondissement (CSA), avec un dispensaire et des maternités, deux infirmiers de santé et trois aides-soignants.
À cette date, l'arrondissement de Tori-Gare est doté de six écoles primaires et d'un collège (CEG).

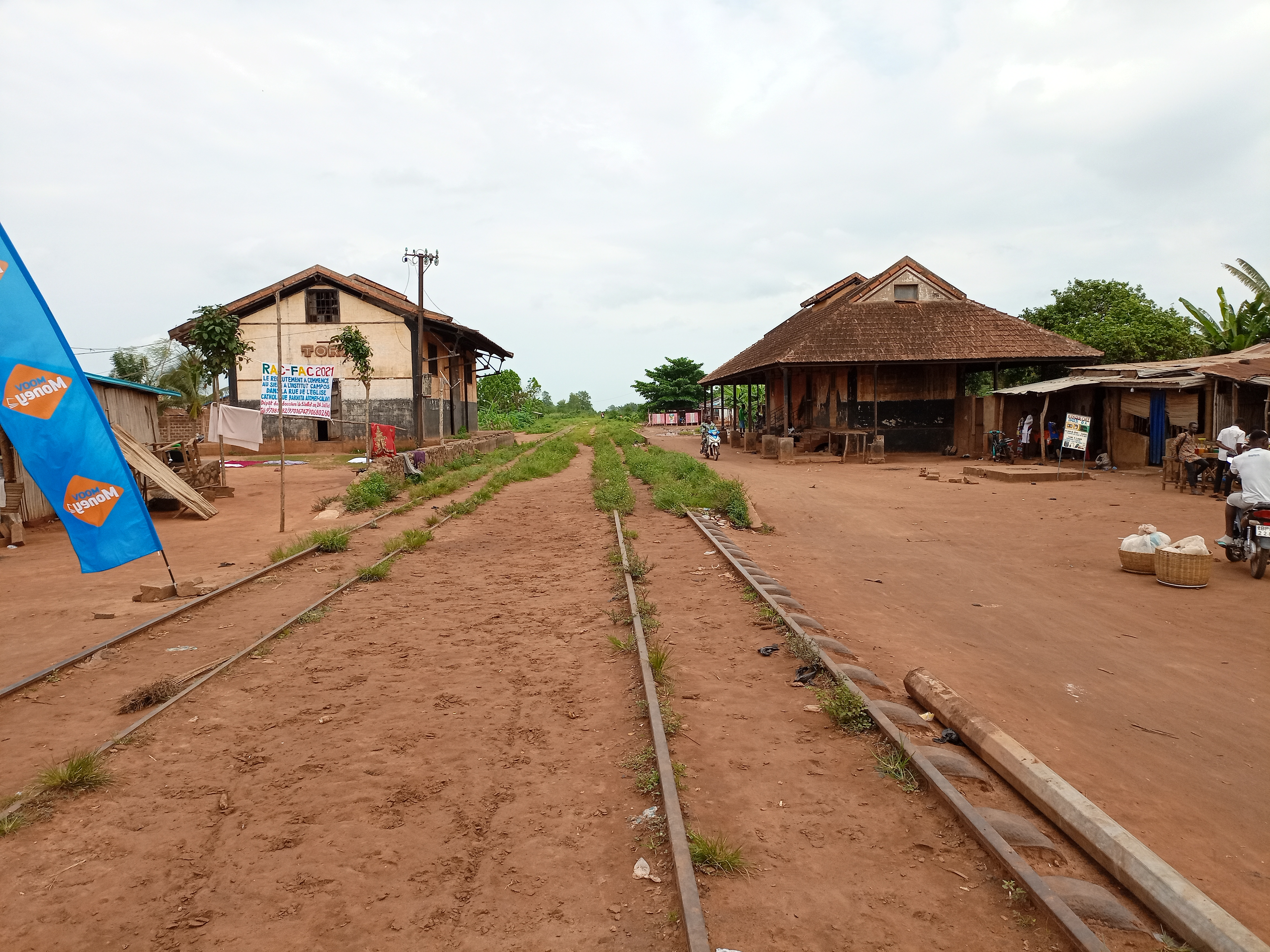
Tori-Gare